# 多式聯運

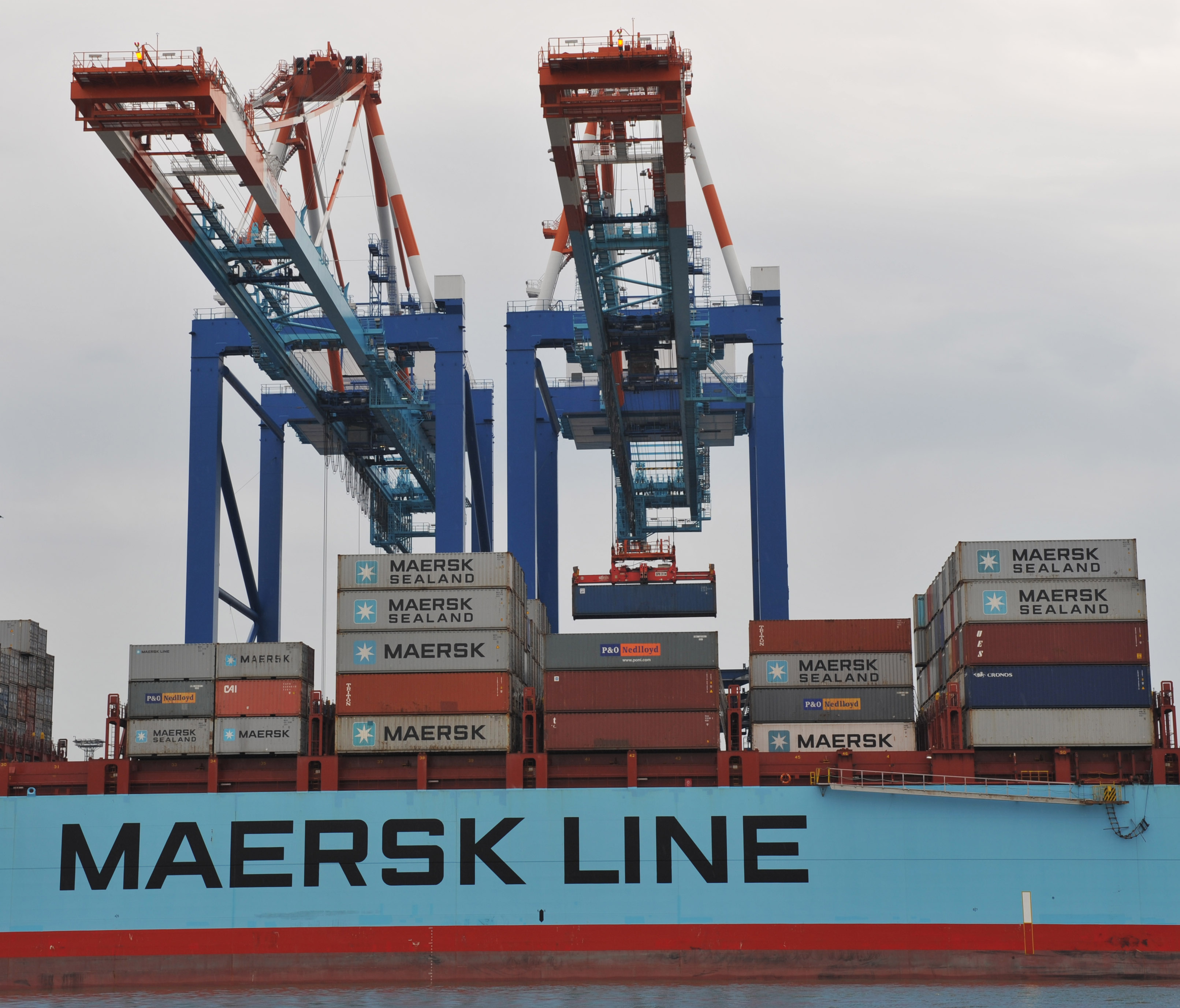
貨櫃正在 不來梅港 貨櫃碼頭轉運至貨船

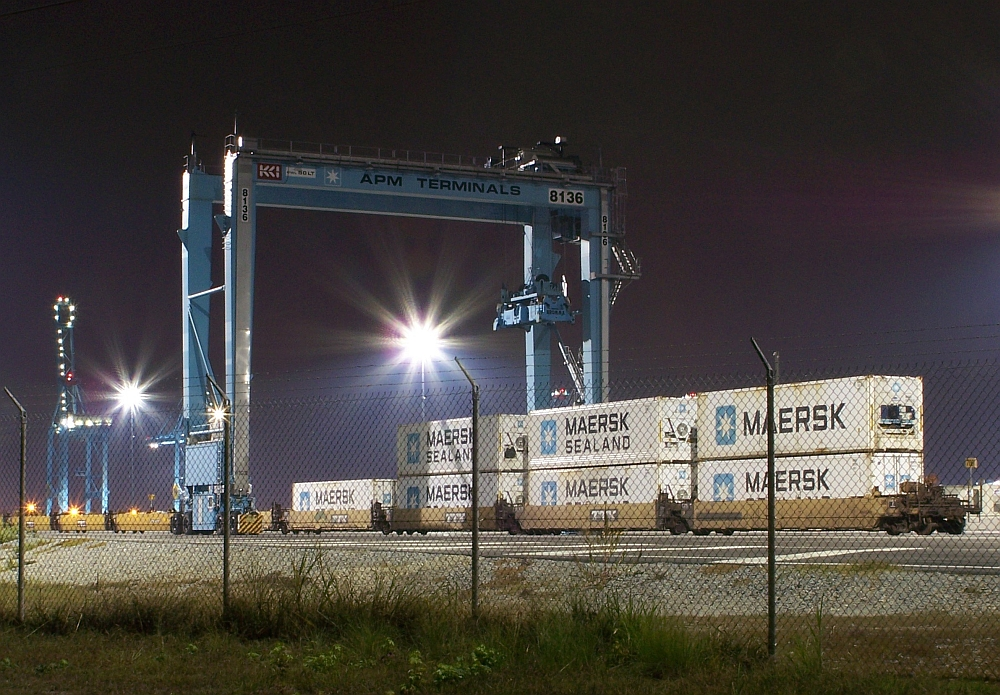
在維吉尼亞州朴茨茅斯碼頭貨櫃貨物的多式聯運船到鐵路轉運

多式聯運貨物運輸涉及使用多種運輸方式（例如鐵路、船舶、飛機和卡車）在多式聯運貨櫃或車輛中運輸貨物，在改變方式時不對貨物本身進行任何處理。此方法減少了貨物裝卸，從而提高了安全性，減少了損壞和損失，並使貨物運輸速度更快。降低公路貨運成本是洲際運輸的主要優勢。這可能會因短距離公路運輸時間的減少而得到抵消。

## 起源

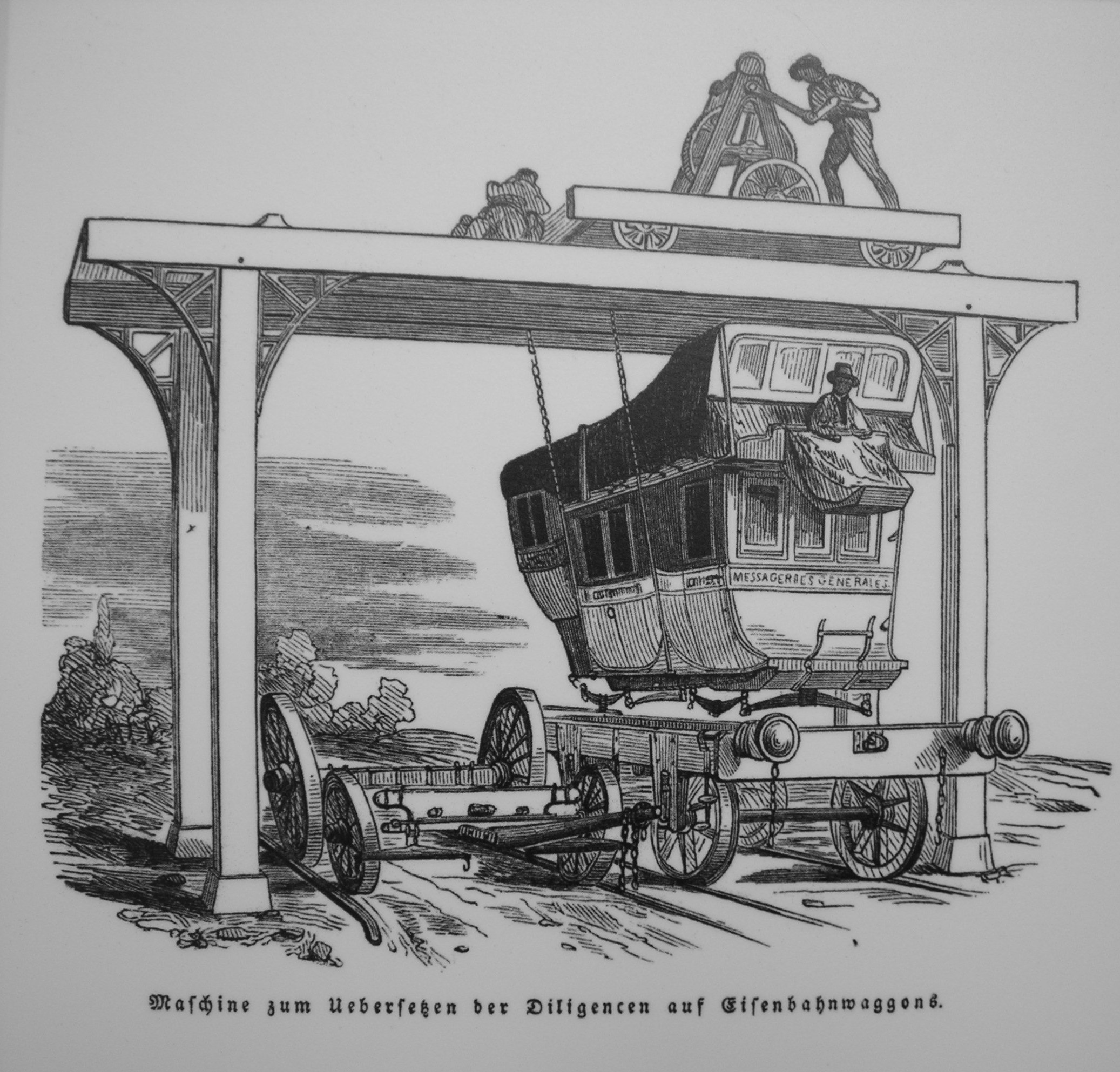
一輛公共馬車用龍門起重機轉移到火車車廂，這是1844年法國郵政早期多式聯運貨運的一個例子；圖畫在慕尼黑的德意志博物館 展出

一輛驛馬車轉移到帶有龍門起重機的火車車廂上，這是 1844 年法國郵政早期多式聯運貨運的一個例子；圖畫在慕尼黑德意志博物館交通中心展出。
多式聯運起源於 18 世紀的英國，早於鐵路的出現。一些最早的貨櫃是 1780 年代在英國布里奇沃特運河上用於運輸煤炭的貨櫃。煤炭貨櫃（稱為“散裝箱”或“桶”）很快就被部署在早期的運河和鐵路上，並用於公路/鐵路運輸（當時的公路指的是馬車）。
木製煤炭貨櫃首次在鐵路上使用是在 1830 年代的利物浦和曼徹斯特鐵路上。1841 年，伊桑巴德·金德姆·布魯內爾 (Isambard Kingdom Brunel)引入了鐵貨櫃，將煤炭從尼思谷運至斯旺西碼頭。第一次世界大戰爆發時，大東方鐵路開始使用木製貨櫃在火車和經由哈里奇港的航行之間轉運旅客行李。
1900 年代初首次採用有蓋貨櫃，主要用於家具和公路與鐵路之間的聯運貨運。缺乏標準限制了這項服務的價值，這反過來又推動了標準化。在美國，這種被稱為「升降貨車」的貨櫃早在 1911 年就開始使用。

## 聯運貨櫃

### 早期容器

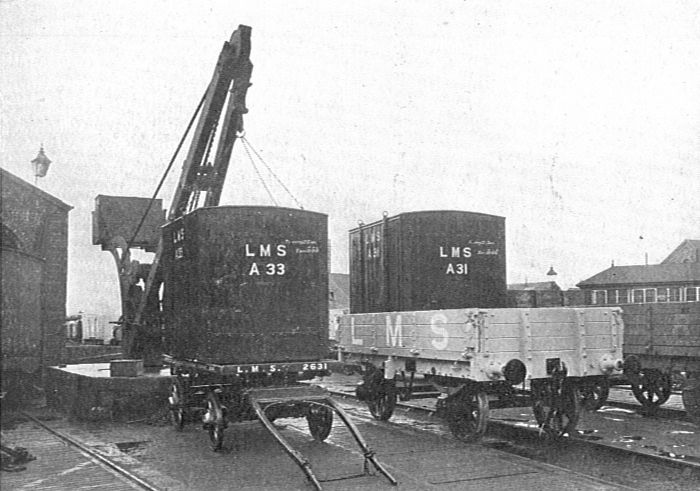
1928 年在倫敦、米德蘭和蘇格蘭鐵路 上轉運貨運貨櫃

1928 年在倫敦、米德蘭和蘇格蘭鐵路上轉運貨運貨櫃
在英國，貨櫃首先由鐵路清算所(RCH) 在 1920 年代標準化，允許鐵路擁有和私人擁有的車輛都可以在標準貨櫃平台上運輸。按照現代標準，這些貨櫃很小，長 1.5 或 3.0 公尺（4.9 或 9.8 英尺），通常為木製，屋頂彎曲，堆疊強度不足。從 1928 年起，倫敦、米德蘭和蘇格蘭鐵路使用這些貨櫃提供「門到門」公路鐵路聯運服務。該標準未能在英國以外地區流行。
托盤首次重要亮相是在第二次世界大戰期間，當時美國軍方將貨物組裝在托盤上，因此可以在倉庫、卡車、火車、船舶和飛機之間快速轉移。由於不需要裝卸貨物，因此需要的人員較少，裝載時間也縮短了。
在第二次世界大戰前，卡車拖車首次通過鐵路運輸，這種安排通常被稱為“背馱式”，由小型I 級鐵路芝加哥大西部鐵路於 1936 年進行。加拿大太平洋鐵路是背馱式運輸的先驅，成為北美第一大鐵路公司。鐵路於 1952 年推出這項服務。在英國，四大鐵路公司使用標準 RCH 貨櫃提供服務，這些貨櫃可以在卡車後面吊裝。Pickfords等搬家公司也以同樣的方式提供私人服務。

### 容器化
1933年在歐洲，在國際商會的主持下，國際貨櫃局（法文：Bureau International des Conteneurs，BIC）成立。1933 年 6 月，國際貨櫃與聯運局(BIC) 決定了國際運輸中貨櫃使用的強制參數。1933年7月1日後建造的經由起重機、高架輸送機等起重設備搬運的貨櫃，用於移動電梯（I 類貨櫃）。強制規定：
第1條—貨櫃依形狀分為封閉式或開放式，依容量分為重型或輕型。
第2條—貨櫃的裝載能力必須使其總重量（裝載量加上皮重）為：重型貨櫃為5噸（4.92長噸；5.51短噸）；輕型貨櫃2.5噸（2.46長噸；2.76短噸）；在與貨車負載相同的條件下，總重量允許5%的超額誤差